# 沖不可止
沖 不可止（おき ふかし、1902年3月6日 - 1976年3月15日）は、日本の昭和期の作曲家、指揮者、チェロ奏者。東京府出身。ハインリヒ・ヴェルクマイスターと信時潔に師事し、1926年（大正15年）3月に東京音楽学校本科器楽部チェロ専攻を卒業。妻は日本舞踊家の2代目藤蔭絃枝（沖カツ子）。数多くの学校の校歌を作曲している。

## 経歴
- 1935年（昭和10年） - 東京市立目黒高等女学校音楽科教諭
- 1966年（昭和41年） - 諏訪交響楽団指揮者
- 1976年（昭和54年）3月15日　- 75歳で没。

## 主な作品
- 皇宮警察行進歌（作詞：白岩晃）
- 皇宮警察壮行歌（作詞：白岩晃）

上記2曲は皇宮警察本部制定。
- 長浜市民の歌（作詞：木俣修）

### 校歌
- 福井県立羽水高等学校校歌（作詞：木俣修）
- 岡山県立東岡山工業高等学校校歌（作詞：永瀬清子）
- 岡山県立鴨方高等学校校歌（作詞：木俣修）
- 長崎県立長崎南高等学校校歌（作詞：福田清人）
- 長崎県立大村園芸高等学校校歌（作詞：福田清人）
- 長崎県立西彼農業高等学校校歌（作詞：福田清人）
- 長崎県立長崎工業高等学校校歌（作詞：福田清人）
- 長崎県立大村工業高等学校校歌（作詞：福田清人）
- 神奈川県立川和高等学校校歌（作詞：木俣修）